# هنر قرون وسطی

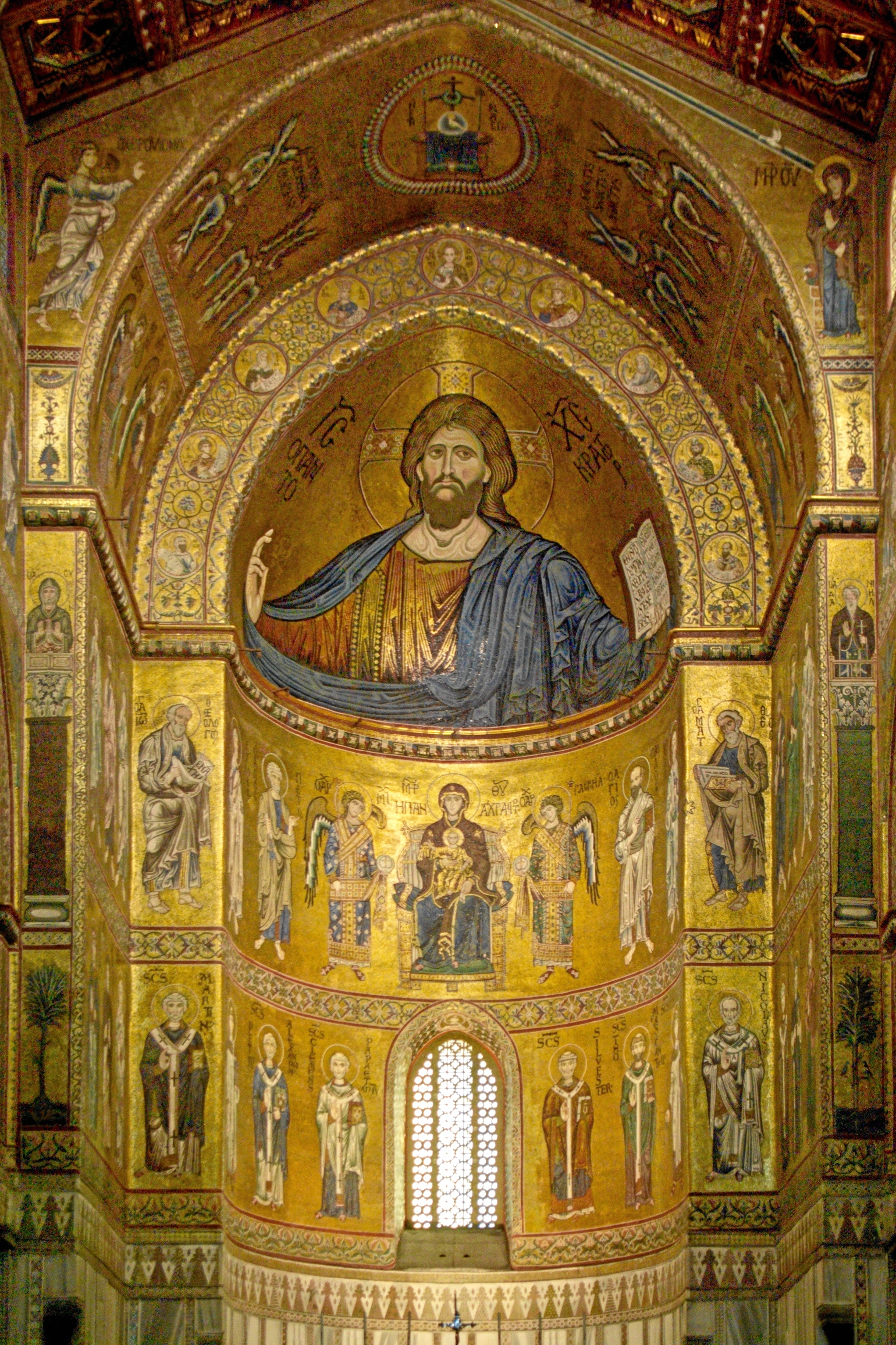
موزاییک‌های کلیسای باستانی بیزانس یکی از دستاوردهای بزرگ هنر قرون وسطایی است. از اواخر سده دوازدهم میلادی در مونرئاله واقع در سیسیل قرار گرفته‌است.

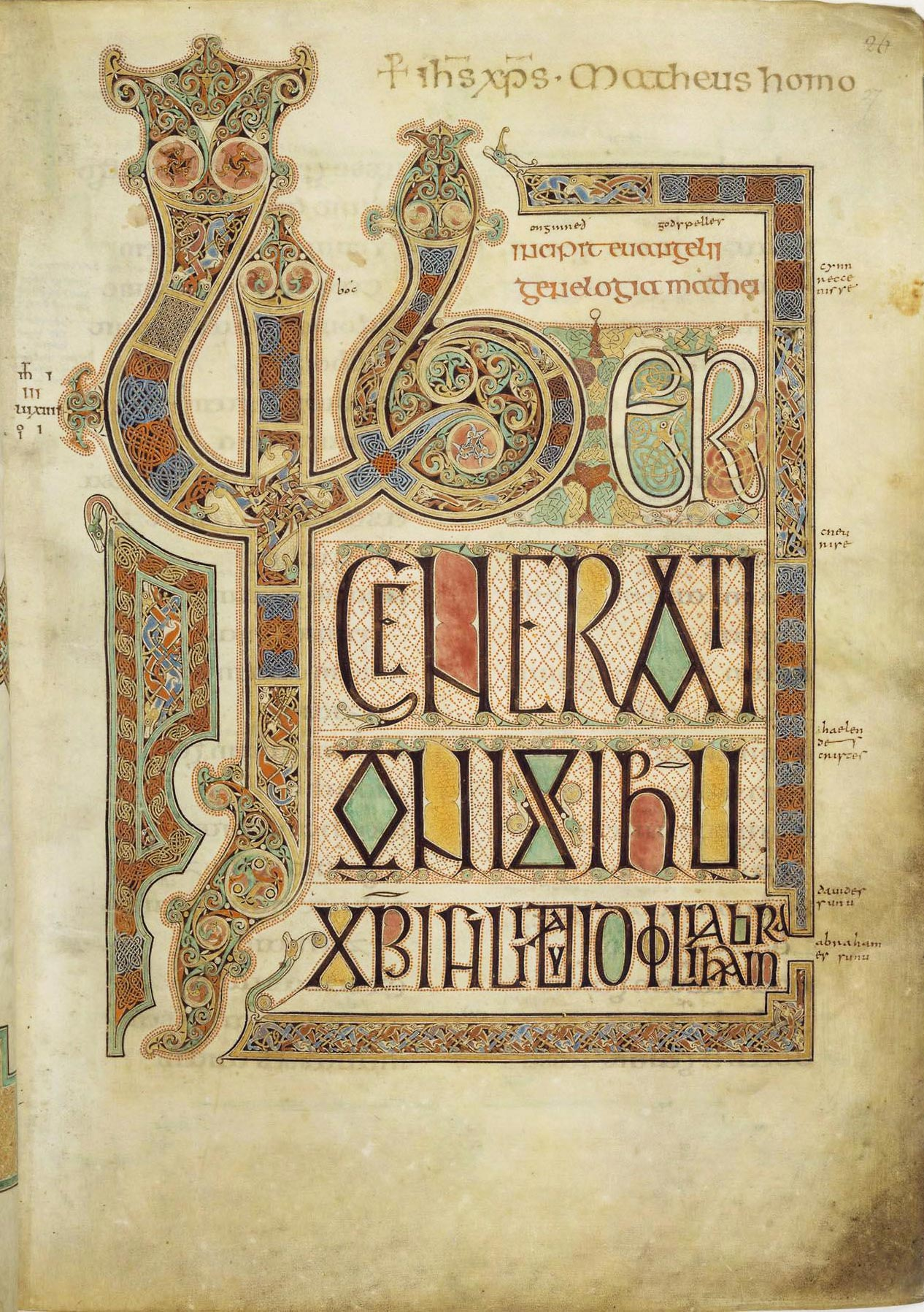
صفحه ۲۷ از کتاب انجیل لیندیس‌فارن شامل انجیل متی

هنر قرون وسطی (انگلیسی: Medieval art) اشاره به دامنه وسیعی از زمان و مکان جهان غرب دارد که برای بیش از ۹ سده (حدود ۶۰۰ تا ۱۴۰۰) در زمینه هنر، اروپا را تحت تأثیر قرار داد. در همان دوران و در شرق میانه و شمال آفریقا، این هنر بنیانگذار جنبش‌های بزرگ هنری ملی گردید که ترکیبی از نوع منطقه، سَبْک یا گونه، احیا یا همان تجدید حیات و صنایع دستی است. تلاش مورخان هنری برای طبقه‌بندی هنر قرون وسطی به بخش‌های عمده از جمله بر پایه گونه (سبک)، اغلب با برخی دشواری‌ها همراه بوده‌است. طرح پذیرفته و کلی شامل مراحل گذر از هنر و معماری ابتدای مسیحیت، هنر دوره مهاجرت، هنر بیزانسی، هنر غیر آزاد، هنر رمانسک و هنر گوتیک می‌باشد.

## نگارخانه

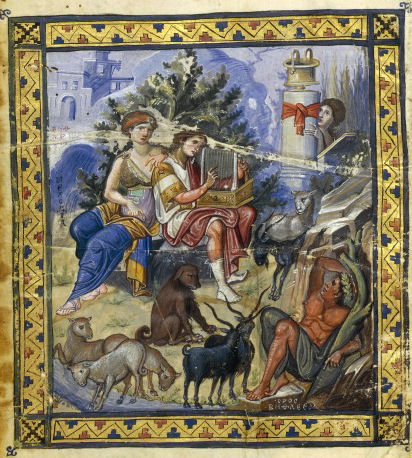
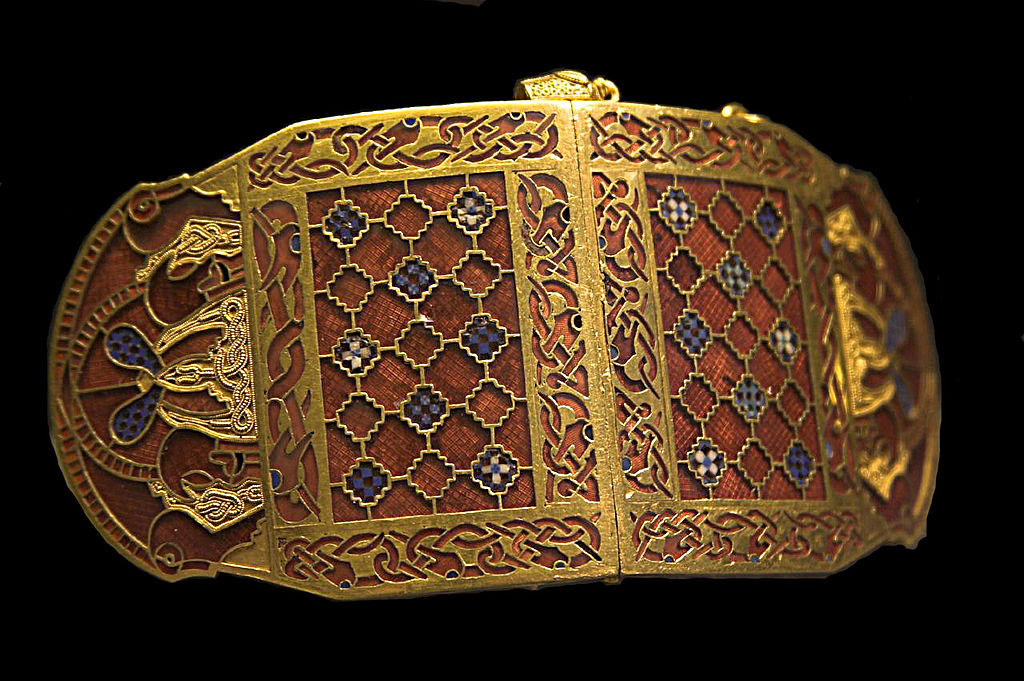
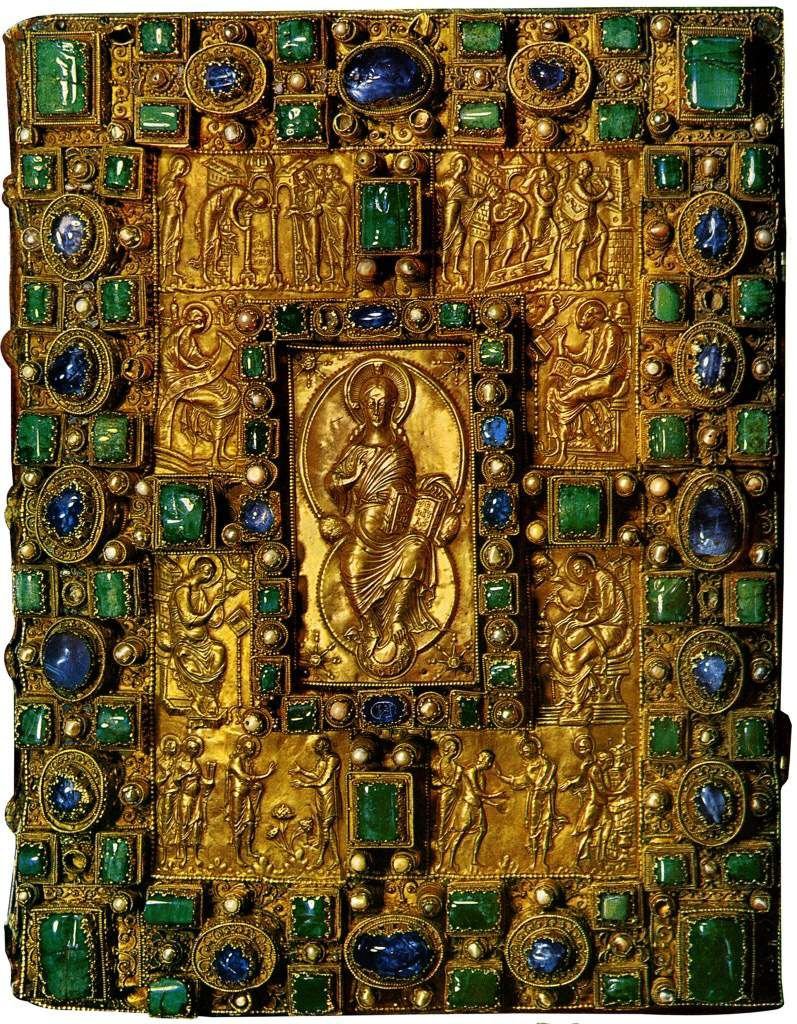
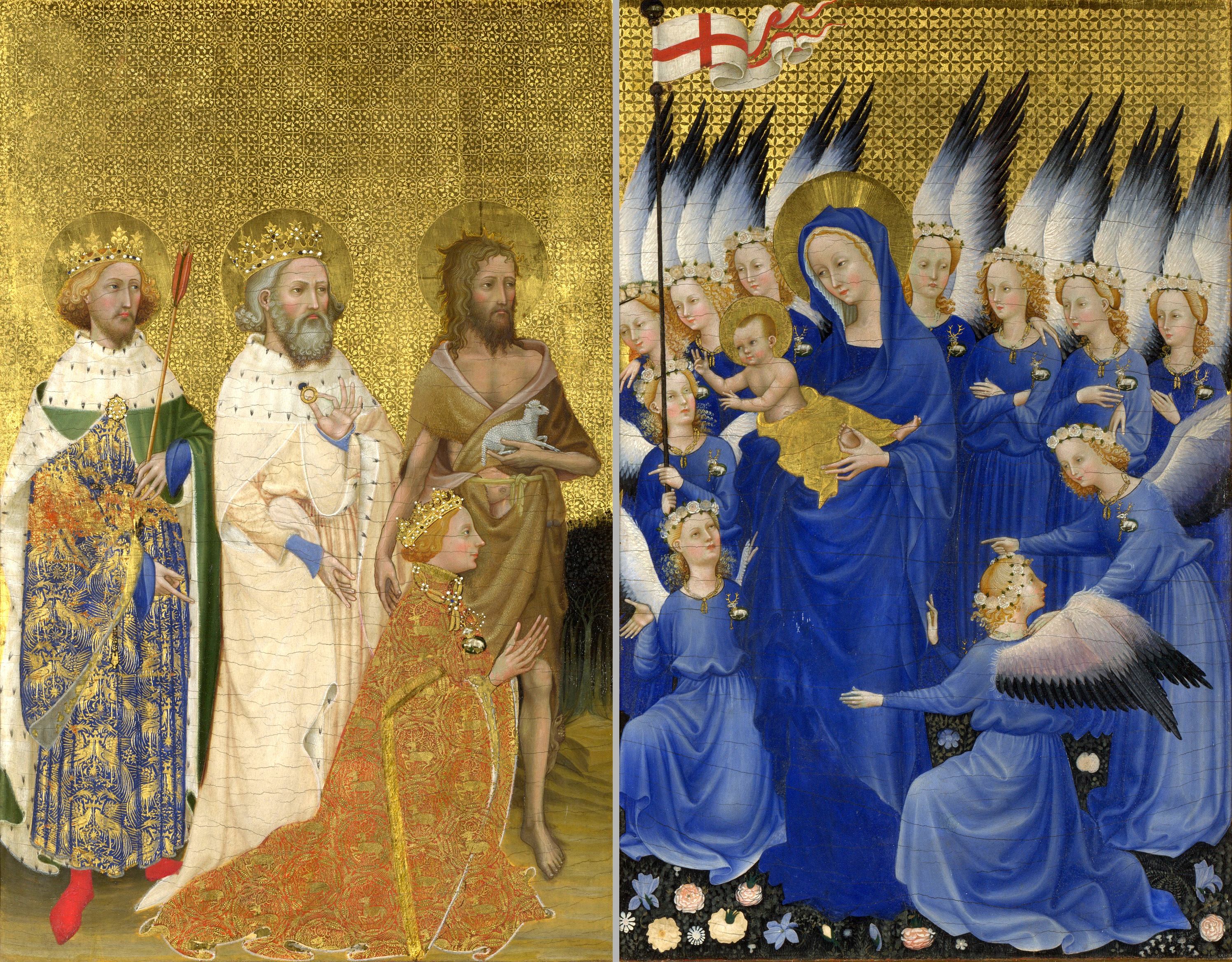
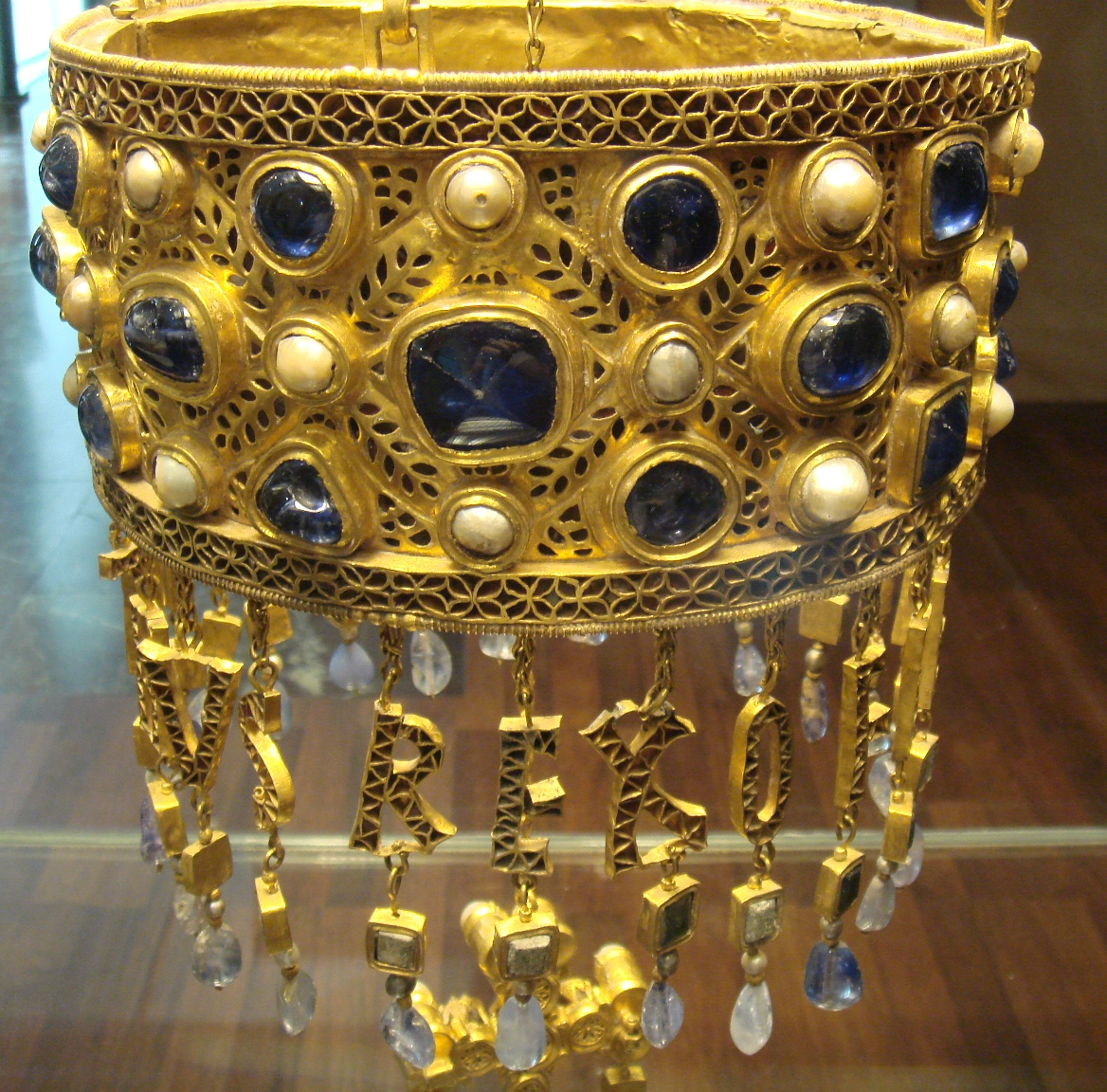
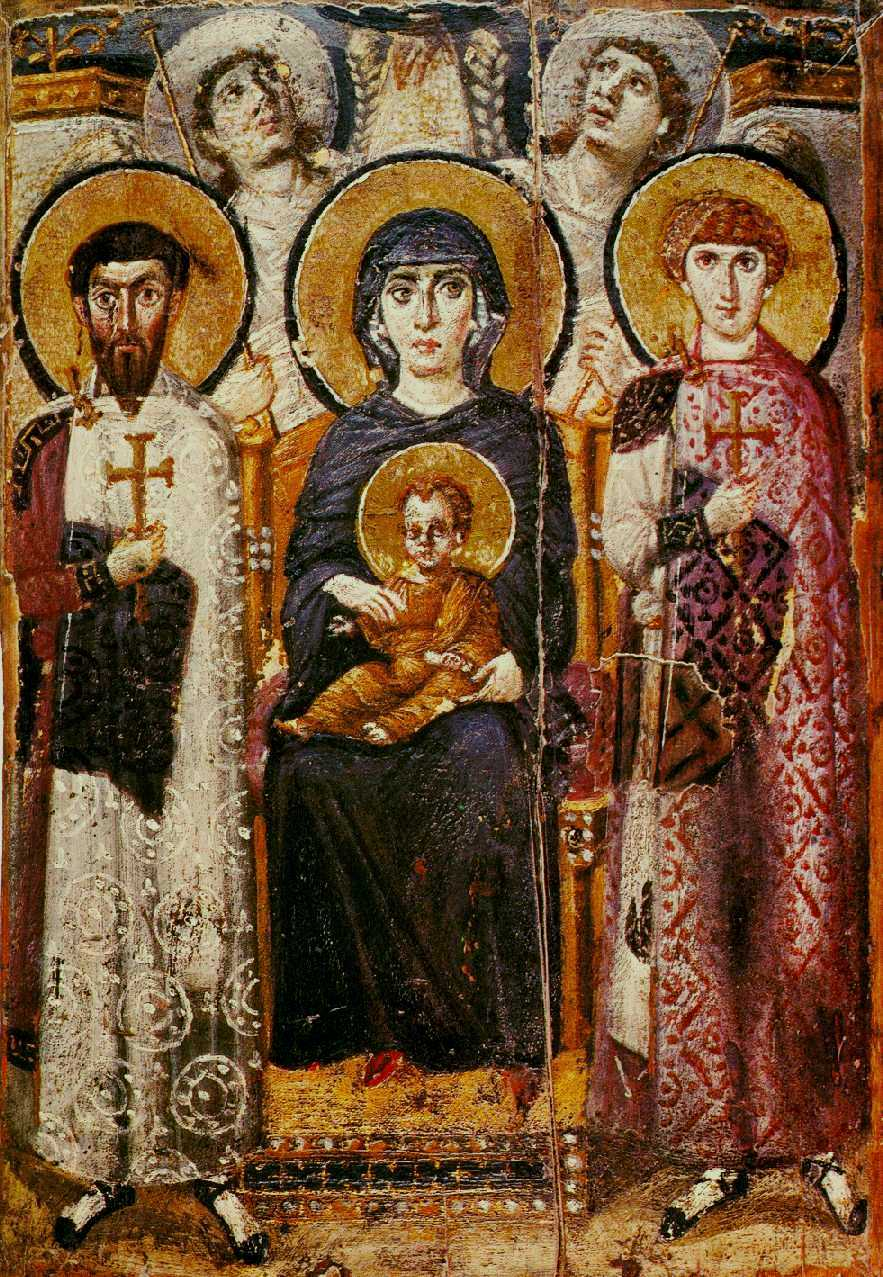
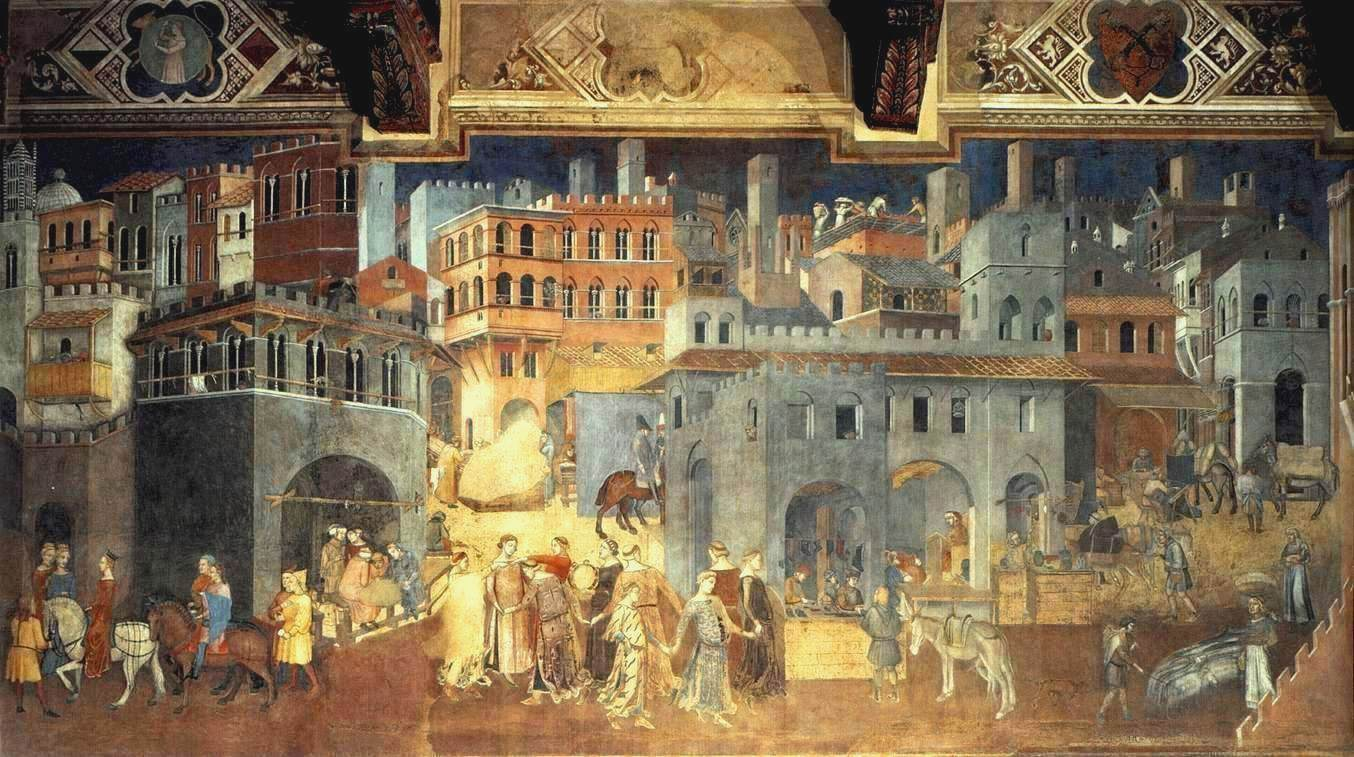
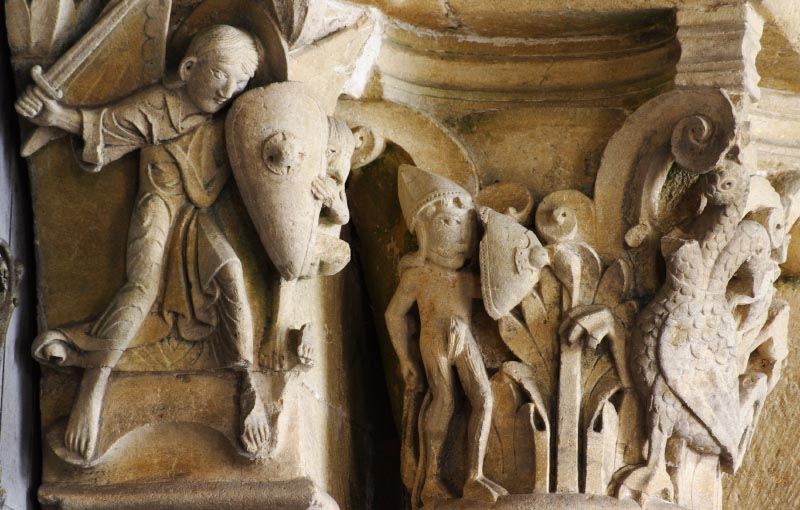
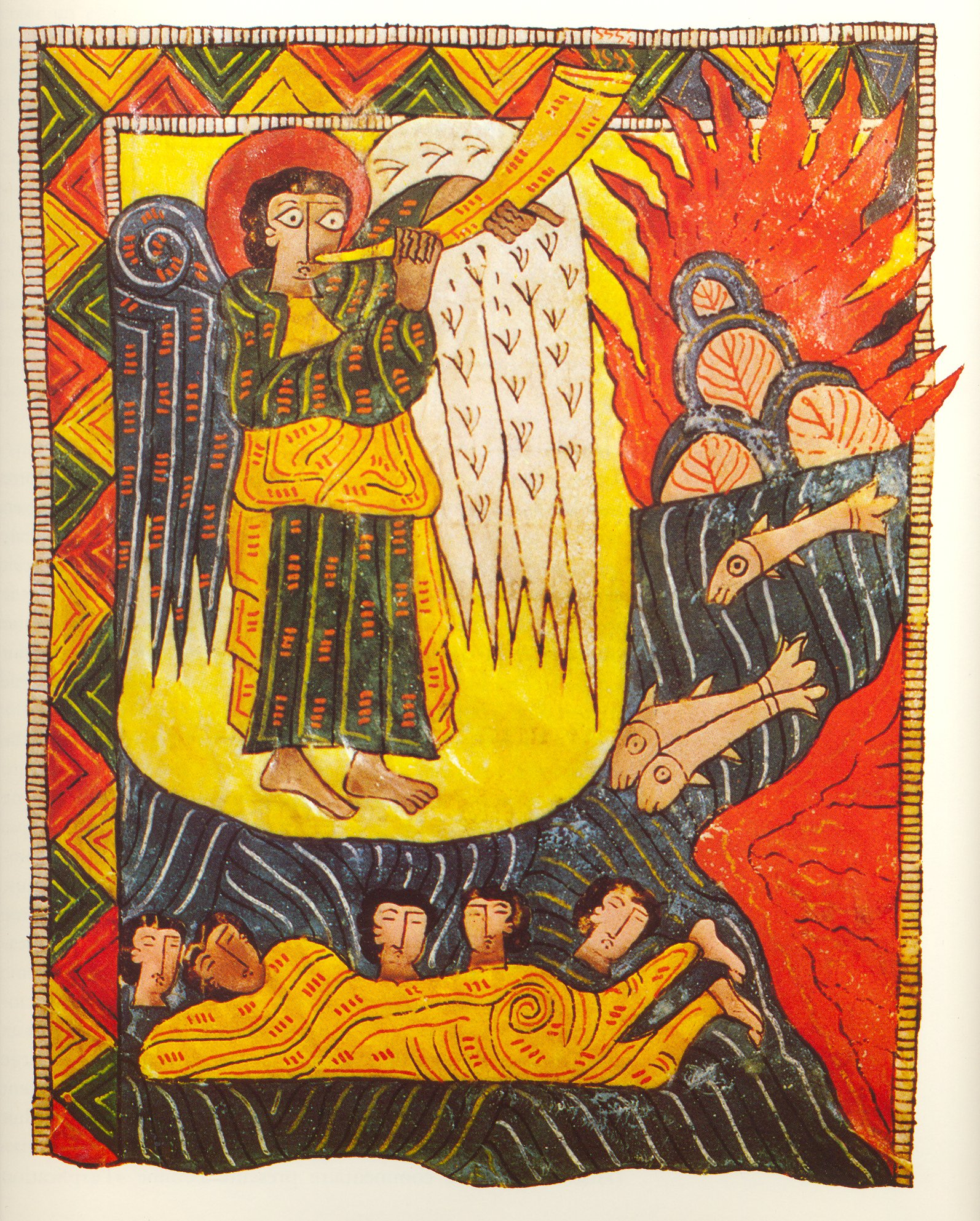
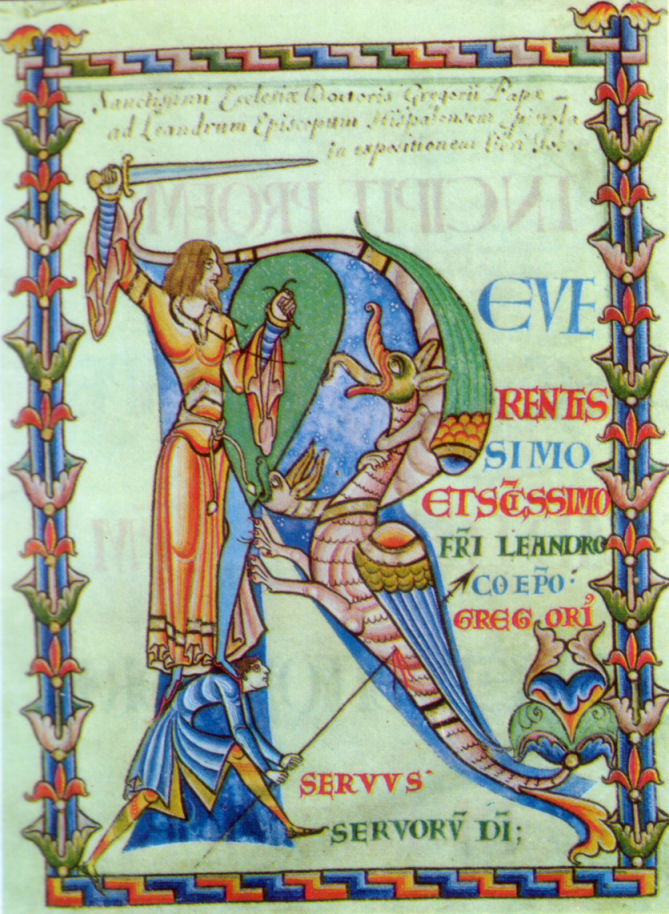
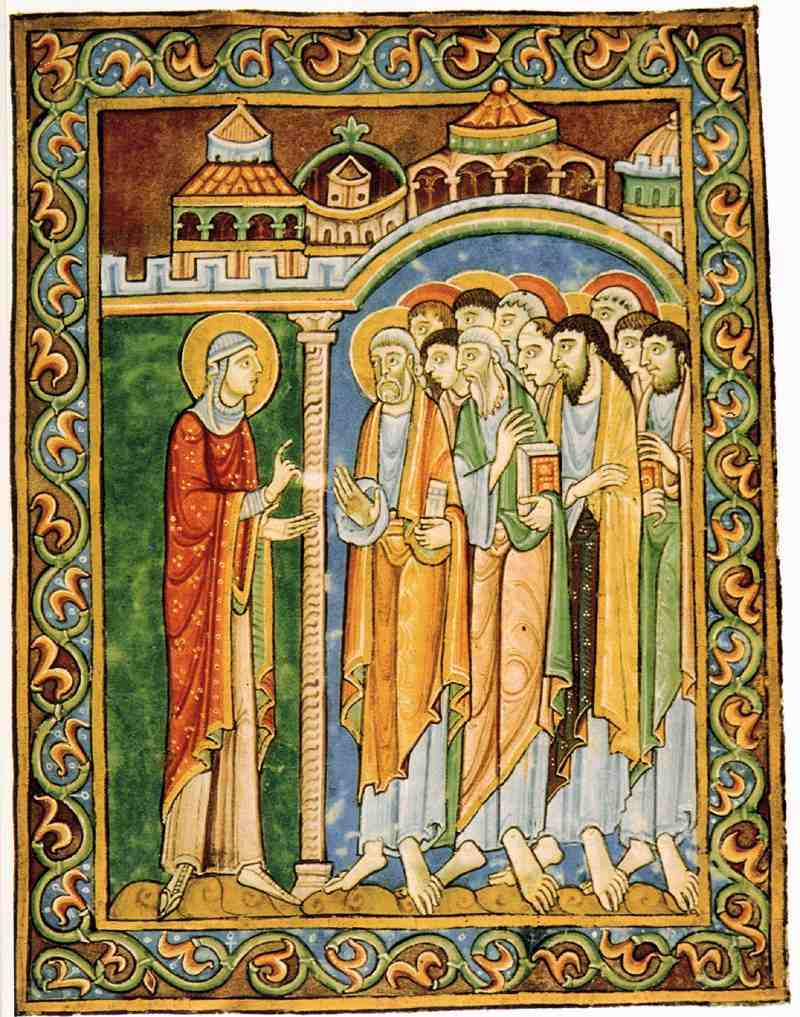
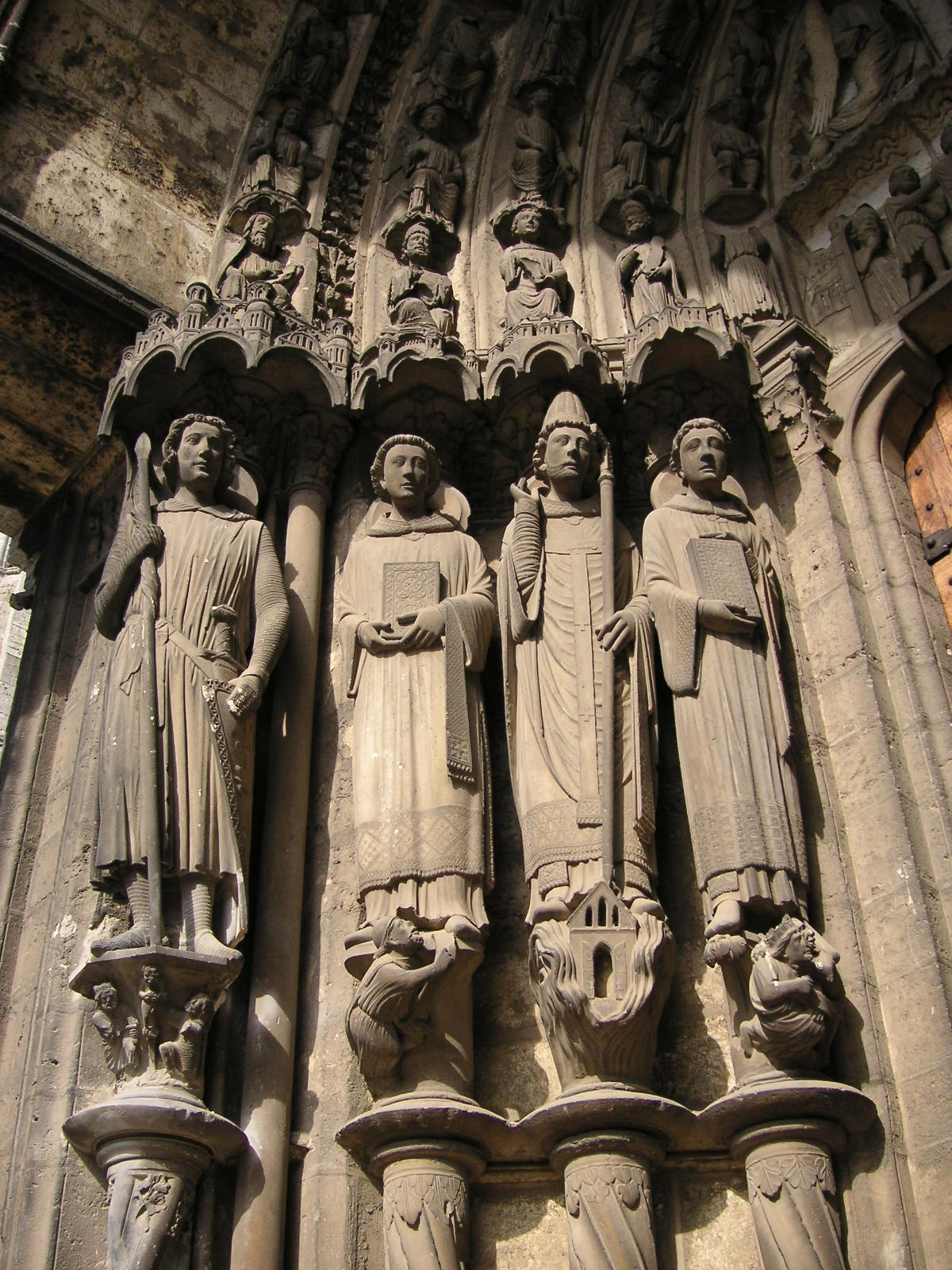